# 7,5 mm Ordonnance 1882
La cartouche  pour revolver de 7,5 mm suisse à percussion centrale fut uniquement utilisée dans les Revolvers 1882 et 1882/1929 de l'Armée suisse.  La douille est en laiton ; la balle étant en plomb durci puis chemisé.

## Dimensions et masses
- Cartouche ;
  - longueur totale : 35 mm
  - masse: 11,78 g
- Longueur de l'étui : 22,5 mm
- Projectile : 
  - diamètre réel : 8 mm
  - masse: 7 g

## Balistique
- Charge : 0,7 g de poudre noire
- Vitesse restante à 25 m : 210 m/s
- Énergie restante à 25 m : 154 J

## Sources
Cette notice est issue de la lecture des revues spécialisées de langue française suivantes :
- Cibles (Fr)
- AMI (B, disparue en 1988)
- Gazette des armes (Fr)
- Action Guns  (Fr)